# Клима Србије
Клима Србије је између континенталне климе на северу, са хладним зимама и врућим, влажним летима са добро дистрибуираним кишницама и јадранске климе на југу са врућим, сувим летима и јесенима и рангира дневне просечне релативно хладне зиме са тешким унутрашњим снежним падавинама. Разлике у надморској висини, близина Јадранском мору и великим речним сливовима, као и изложеност ветру оправдају климатске разлике.
Северна Србија поседује типичну континенталну климу, са ваздушним масама из северне и западне Европе које обликују њен климатски профил. Јужна и југозападна Србија подлеже средоземним утицајима. Међутим, Динарски Алпи и други планински венци доприносе хлађењу већине топлих ваздушних маса. Зиме су прилично оштре у Рашки (региону) због планина које окружују висораван. Средоземне микрорегије постоје широм јужне Србије, на Златибору и у Пчињском округу око долине и реке Пчиња. Просечна годишња температура ваздуха за период између 1961—1990. за област са надморском висином до 300 m (984 ft) је 10,9 °C (51,6 °F). Површине на надморској висини од 300—500 m (984—1.640 ft) имају просечну годишњу температуру од око 10,0 °C (50,0 °F), а на преко 1.000 m (3.281 ft) надморске висине око 6,0 °C (42,8 °F). Најнижа забележена температура у Србији била је −39,5 °C (−39,1 °F) (13. јануар 1985, Карајукића Бунари на Пештери), а највиша је била 44,9 °C (112,8 °F) (24. јул 2007, Смедеревска Паланка).